# Lista de perdas de aeronaves durante a Guerra Russo-Ucraniana
Abaixo está uma lista de perdas de aeronaves da Ucrânia, Russia e de separatistas russos durante a Guerra Russo–Ucraniana, incluindo a Guerra em Donbas e a invasão da Ucrânia pela Rússia em 2022.

## Guerra em Donbas
Durante a Guerra de Donbas, em 20 de novembro de 2014, fontes ucranianas relataram em uma conferência em Londres, Reino Unido, que o total de perdas aéreas ucranianas durante o conflito no leste foram: um Su-24, seis Su-25, dois MiG-29, um An-26, um An-30 e um Il–76. Perdas de helicópteros representaram cinco Mi–8/17s e cinco Mi–24s.

### Incidentes com aeronaves russas
- Forças separatistas ou russas –  agosto de 2014: Um drone Forpost é abatido no leste da Ucrânia.[4]
- Forças separatistas ou russas –  outubro de 2014: Um drone Forpost é perdido no leste da Ucrânia.[4]
- Forças separatistas ou russas –  maio de 2015: Um drone Forpost é abatido pelas forças ucrânianas em Pesky, Ucrânia.[4]
- Forças separatistas ou russas (2) – outubro de 2016: Dois drones Forpost é perdido no leste da Ucrânia.[4]
- Forças separatistas ou russas – 13 de outubro de 2018: Um Mi–24 ucraniano derrubou um UAV OrlAn-10 usando tiros de canhão perto de Lysychansk.[5]

### Incidentes com aeronaves ucrânianas
- Força Aérea da Ucrânia – 25 de abril de 2014: Um Mil Mi–8 MT é destruído após ser atingido por tiros de armas leves nos tanques de combustível quando estava sendo preparado para decolar no aeroporto de Kramatorsk.[6]
- Aviação do Exército Ucraniano (2) – 2 de maio de 2014: Dois helicópteros Mil Mi–24 foram abatidos durante operações de grande escala durante o cerco de Sloviansk. Os rebeldes alegaram que haviam capturado um dos pilotos. O Ministério do Interior da Ucrânia informou que dois helicópteros foram derrubados, resultando na morte de dois aviadores.[7][8]
- Força Aérea da Ucrânia – 5 de maio de 2014: Um Mil Mi–24 caiu depois de ser abatido por uma metralhadora pesada tripulada por forças rebeldes. O helicóptero danificado pousou em um rio, o que permitiu que todos os membros da tripulação sobrevivessem. Mais tarde, foi destruído por um ataque aéreo.[9][10]
- Força Aérea da Ucrânia – 29 de maio de 2014: Um helicóptero Mil Mi–8 foi abatido por forças rebeldes entre Kramatorsk e o Monte Karachun, matando 14 a bordo, entre eles o general Vladimir Kultchysky. Outro soldado ficou gravemente ferido, mas sobreviveu ao acidente.[11]
- Força Aérea da Ucrânia – 4 de junho de 2014: Dois helicópteros Mil Mi–24 foram forçados a pousar pelo fogo separatista, no entanto, um dos helicópteros sucumbiu aos danos e não pôde ser reparado, não foram informados feridos.[12]
- Força Aérea da Ucrânia – 6 de junho de 2014: Um avião de vigilância Antonov An-30 foi abatido por milícias separatistas de Slaviansk com dois mísseis. As autoridades ucranianas alegaram inicialmente que os pilotos sobreviveram, mas depois relataram que cinco tripulantes foram mortos na ação e outros dois desaparecidos.[13][14][15]
- Força Aérea da Ucrânia – 14 de junho de 2014: Um avião de transporte Ilyushin Il–76 foi abatido ao se aproximar de um aeroporto em Lugansk, matando nove tripulantes e 40 soldados a bordo.[16]
- Força Aérea da Ucrânia – Reivindicado – 14 de junho de 2014: Rebeldes afirmam ter derrubado um Sukhoi Su-24 com uma arma antiaérea portátil depois de ter lançado munições de fragmentação em uma delegacia de polícia local. Eles também alegaram que haviam capturado o piloto depois que ele saltou. Informação não foi confirmada pela Força Aérea Ucraniana.[17][18]
- Força Aérea da Ucrânia – Reivindicado – 19 de junho de 2014: Um porta–voz da milícia em Donetsk afirmou que eles derrubaram um Sukhoi Su-25 da Força Aérea Ucraniana durante a batalha em Yampil. Informação não foi confirmada pela Força Aérea Ucraniana.[19]
- Força Aérea da Ucrânia – 21 de junho de 2014: Um Mil Mi–8 ucraniano caiu enquanto entregava equipamento militar perto de Zmievsky.[20]
- Força Aérea da Ucrânia – 24 de junho de 2014: Os militares ucranianos dizem que um de seus helicópteros, um Mil Mi–8, foi abatido por rebeldes pró–Rússia no leste perto de Sloviansk, matando todas as nove pessoas a bordo.[21]
- Força Aérea da Ucrânia – 2 de julho de 2014: Um Sukhoi Su-25 ucraniano, caiu devido a uma falha técnica ao pousar no Aeroporto Internacional de Dnipropetrovsk. O piloto ejetou com segurança.[22][23][24]
- Força Aérea da Ucrânia – 14 de julho de 2014: Um avião de transporte ucraniano Antonov An-26 foi abatido por um míssil terra–ar sobre o leste da Ucrânia enquanto voava a 6.500 m (21.300 pés). O ministro da Defesa ucraniano afirmou que a altitude está longe do alcance de um míssil lançado pelo ombro, sugerindo que a aeronave foi derrubada pelas forças russas. Dois tripulantes foram capturados por milicianos pró–Rússia, quatro foram resgatados pelas forças ucranianas e os outros dois aviadores ficaram desaparecidos até serem encontrados mortos em 17 de julho.[25][26][27][28]
- Força Aérea da Ucrânia – 16 de julho de 2014: Um Sukhoi Su-25 ucraniano, foi abatido sobre o leste da Ucrânia, perto da cidade de Amvrosiivka, e o piloto foi ejetado com sucesso. O porta–voz do Conselho de Segurança Nacional, Andriy Lysenko, disse que foi abatido por um míssil disparado de um russo Mikoyan MiG-29.[29][29]
- Força Aérea da Ucrânia (2) – 23 de julho de 2014: Dois caças de ataque Sukhoi Su-25 foram abatidos na área controlada pelos rebeldes de Savur–Mohyla. As autoridades ucranianas alegaram que foram atingidas por mísseis antiaéreos de longo alcance lançados da Rússia. O primeiro–ministro ucraniano, Arseniy Yatsenyuk, disse mais tarde em uma entrevista que um dos aviões de ataque provavelmente foi abatido por um míssil ar–ar.[30][31][32]
- Força Aérea da Ucrânia – 7 de agosto de 2014: Forças pró–Rússia derrubaram um MiG-29 da Força Aérea Ucraniana com um míssil terra–ar "Buk" perto da cidade de Yenakievo, o piloto conseguiu ejetar. Fontes separatistas afirmaram mais tarde que ele foi capturado e interrogado.[33][34]
- Força Aérea da Ucrânia – 17 de agosto de 2014: Um Mikoyan MiG-29 foi abatido por rebeldes na região de Luhansk, no leste da Ucrânia, retornando após completar uma missão bem–sucedida. O piloto conseguiu se ejetar e foi encontrado por uma operação de busca e salvamento.[35]
- Força Aérea da Ucrânia – 20 de agosto de 2014: Um Sukhoi Su-24M foi abatido por forças rebeldes na região de Luhansk, no leste da Ucrânia. Os dois tripulantes ejetaram com sucesso.[36]
- Força Aérea da Ucrânia – 20 de agosto de 2014: Um helicóptero Mil Mi–24 foi abatido perto da cidade de Horlivka, de acordo com o Ministério da Defesa ucraniano. Ambos os pilotos morreram no ataque.[37]
- Força Aérea da Ucrânia – 29 de agosto de 2014: Um Sukhoi Su-25, foi abatido perto de Starobeshevo por um míssil terra–ar durante a batalha de Ilovaisk. O piloto, capitão Vladyslav Voloshyn, ejetado e após 4 dias conseguiu chegar ao território controlado pela Ucrânia, foi protegido por uma unidade da Guarda Nacional Ucraniana.[38][39][40]

### Perdas totais
| Aeronaves perdidas | Aeronaves perdidas                | Aeronaves perdidas  |
| Tipo de aeronave   | Tipo de aeronave                  | Número de aeronaves |
| Modelo             | Tipo                              | Número de aeronaves |
| ------------------ | --------------------------------- | ------------------- |
| MiG-29             | Avião caça                        | 2                   |
| Su-25              | Avião de apoio aéreo aproximado   | 6                   |
| Su-24              | Avião caça-bombardeiro            | 1                   |
| An-26              | Avião de transporte militar       | 1                   |
| An-30              | Avião de aerofotogrametria        | 1                   |
| Il–76              | Avião de transporte aéreo tático  | 1                   |
| Mi–8/17            | Helicóptero de transporte militar | 7                   |
| Mil Mi–24          | Helicóptero de ataque             | 5                   |
| Forpost            | VANT de reconhecimento            | 4                   |
| Orlan-10           | VANT de reconhecimento            | 1                   |
| Total              | Total                             | 5 / 24              |

## Invasão russa da Ucrânia em 2022
Durante a invasão russa da Ucrânia, que teve seu início em 24 de fevereiro de 2022, as informações sobre incidentes com aeronaves não são precisas. Principalmente pelo lado russo que como uma estratégia, prefere ocultar informações sobre incidentes. Porém com registros de cinegrafistas amadores e relatos de civis é possivel estimar os eventos.

### Incidentes com aeronaves russas
- Força Aérea Russa – 24 de fevereiro de 2022: Autoridades russas reconhecem a perda de um Su-25 na Ucrânia devido a um erro do piloto.[41][42]
- Força Aérea Russa (3) – 24–28 de fevereiro de 2022: Imagens de vídeo do reservatório de Kiev mostraram dois helicópteros russos alvejados por MANPADs ucranianos, um é abatido e caiu na água, outro helicóptero sobreviveu ao fogo inimigo.[43] Um helicóptero de ataque russo Ka–52 foi danificado pelo fogo dos MANPADs e pousou com sucesso. A mídia social mais tarde mostrou o helicóptero danificado abandonado perto de Kiev.[44] Em 28 de fevereiro de 2022, a Janes Defense confirmou a perda visual de dois Ka–52 e um Mi–24/35 Gunship.[45]
- Força Aérea Russa – 24 de fevereiro de 2022: Um russo An-26, número de registro RF–36074, caiu na região de Voronezh, Rússia, matando um número não revelado de ocupantes.[46]
- Força Aérea Russa – 25 de fevereiro de 2022: Forças ucranianas atacam a Força Aérea Russa em Millerovo, destruindo pelo menos um Su-30SM russo no solo com uma salva de mísseis Tochka.[47]
- Força Aérea Russa – 1 de março de 2022: Fragmentos de bombardeiros russos Su-34 foram encontrados nas regiões de Kharkiv e Kiev.[48] A aeronave encontrada na região de Kiev que caiu perto de Borodyanka foi posteriormente identificada como Red–31 com o número de registro RF–81251,[49] pertencente ao 3º Regimento de Combate da Força Aérea Russa.[50]
- Força Aérea Russa – 1 de março de 2022: Um russo Su-25SM pilotado por Ruslan Rudnev é perdido sobre a Ucrânia.[51][52]
- Força Aérea Russa – 1 de março de 2022: Um Ka–52 russo foi abandonado e posteriormente destruído no solo em Bucha, região de Kiev.[53][54]
- Força Aérea Russa – 1 de março de 2022: As forças ucranianas derrubaram um helicóptero russo Mi–35M com MANPADs, no reservatório de Kiev, o helicóptero foi posteriormente recuperado por engenheiros ucranianos em Vyshgorod em 5 de maio de 2022.[55]
- Força Aérea Russa – 2 de março de 2022: Um russo Su-25SM, número de registro RF–91961 – Red 07, foi abatido em Makariv, Ucrânia.[56]
- Força Aérea Russa – 2 de março de 2022: Outro Ka–52 russo abandonado foi descoberto perto de Bucha, provavelmente atingido por um míssil terra–ar e caiu, os pilotos também escaparam.[57]
- Força Aérea Russa (2)  – 4 de março de 2022: Dois russos Su-25SM, o primeiro do número de registro RF–93026, foram perdidos em Volnovakha, Ucrânia. O segundo com o número de cauda Red 04 foi perdido junto com seu piloto.[58] Imagens dos destroços do caça de ataque ao solo foram exibidas nas mídias sociais.[59]
- Força Aérea Russa (2) – 4 de março de 2022: Um helicóptero Mi–8 é abatido perto de Volnovakha ao se aproximar do Su-25 anteriormente abatido.[60] Outro Mil Mi–8 de número de registro RF–91165 é destruído perto de Odessa.[61][62]
- Força Aérea Russa – 4 de março de 2022: Um helicóptero Mi–8 com o número de registro RF–91292 abatido perto de Makarov, Kiev é identificado pelas forças ucranianas, a tripulação morreu no acidente.[63]
- Aviação Naval Russa – 5 de março de 2022: Um Su-30SM, da aviação naval russa, é abatido na área de Bashtanka, Mykolaiv Oblast. O piloto foi capturado.[61]
- Força Aérea Russa – 5 de março de 2022: Autoridades russas são informadas sobre a perda de uma aeronave Su-30SM e pilotada pelo tenente–coronel Aleksey Narzullaevich Khasanov enquanto estava em serviço de combate na Ucrânia.[64][65]
- Força Aérea Russa – 5 de março de 2022: Um Su-34 de dois lugares, número de registro RF–81879 – Red 24, é abatido pelas forças ucranianas perto de Chernihiv às 11h30. Ambos os pilotos ejetados. As forças ucranianas capturaram o piloto; o co–piloto morreu.[66][67][68]
- Força Aérea Russa – 5 de março de 2022: Um Su-34 russo é destruído perto de Vyhovtsi, Khmelnytskyi Oblast. Um dos pilotos morreu.[69]
- Força Aérea Russa (2) – 5 de março de 2022: Um Mi–24 com o número de registro RF–95286 foi abatido e gravado em vídeo por drone.[70][71][72] Um Mi–35, número de registro RF–13017, é abatido na área de Bashtanka. Imagem do naufrágio do helicóptero é gravada e exibida nas redes sociais.[73]
- Força Aérea Russa – 5 de março de 2022: Um drone OrlAn-10 é abatido na Ucrânia.[61]
- Força Aérea Russa – 6 de março de 2022: À noite, um Su-34 foi abatido pelas defesas aéreas ucranianas, caiu perto de Kharkiv, um dos pilotos foi capturado.[74] A aeronave foi identificada erroneamente como um Su-25,[75] no entanto, o naufrágio da aeronave se assemelhava a um Su-34 com o número de registro RF–95070.[76]
- Força Aérea Russa – 6 de março de 2022: Um Mi–24P com o número de registro RF–94966 foi abatido por MANPADs ucranianos em Kiev Oblast.[77][78]
- Força Aérea Russa – 7 de março de 2022: Uma aeronave de ataque Su-25 comandada pelo piloto russo Oleg Chervov é perdida durante uma missão de combate na Ucrânia.[79][80]
- Força Aérea Russa – 8 de março de 2022: A perda do piloto russo Sergey Volynets durante as tarefas de combate na Ucrânia é relatada pela mídia russa. Volynets foi premiado com a Ordem da Coragem.[81]
- Força Aérea Russa – 10 de março de 2022: Um Su-25 com o número de registro RF–91969 é abatido perto de Kiev. O piloto morreu.[82][83]
- Força Aérea Russa – 11 de março de 2022: Um drone russo Forpost é abatido em Zhytomyr, informou a mídia local.[84][85]
- Força Aérea Russa – 12 de março de 2022: Um helicóptero Ka–52 com número de registro RF–13409 foi abatido perto de Kherson, um dos ocupantes sofreu ferimentos graves.[86]
- Força Aérea Russa – 13 de março de 2022: Um russo Su-30 é abatido pelas defesas ucranianas, o piloto Kosyk Serhiy Serhiyovych é capturado.[87]
- Força Aérea Russa – 14 de março de 2022: Um Su-25 russo é danificado por fogo inimigo, provavelmente MANPADs e consegue retornar à sua base.[88]
- Força Aérea Russa – 14 de março de 2022: Um russo OrlAn-10 cai na Romênia.[89]
- Força Aérea Russa – 14 de março de 2022: Imagens dos restos mortais do caça a jato russo são relatadas perto de Chernihiv, mais tarde a nave foi identificada como os restos de um Su-34 Red 35 de número de registro RF–95010.[90][91]
- Força Aérea Russa – 15 de março de 2022: Um piloto russo morreu durante uma missão de combate na Ucrânia.[92]
- Força Aérea Russa (?) – 15 de março de 2022: Imagens de satélite das consequências de um ataque ucraniano ao aeroporto de Kherson ocupado pela Rússia são exibidas. De acordo com imagens de satélite do Planet Labs, um número desconhecido de aeronaves russas foram destruídas e danificadas. No entanto alguns helicópteros perdidos parecem que foram destruídos anteriormente.[93]
- Força Aérea Russa – 16 de março de 2022: Um Ka–52 russo destruído foi encontrado perto da região de Mykolaiv com o número de registro RF–13411.[94]
- Força Aérea Russa – 17 de março de 2022: Um Mi–35M russo é relatado como destruído pelo MOD ucraniano, localização desconhecida.[95]
- Força Aérea Russa – 28 de março de 2022: Um russo OrlAn-10 é abatido por brigadas do Exército ucraniano.[96]
- Força Aérea Russa – 30 de março de 2022: Um russo Mil Mi–8 com o número de registro RF–91882 é destruído no solo em Kharkiv.[97][98]
- Força Aérea Russa – 1 de abril de 2022: Um par de helicópteros russos é filmado na região de Luhansk, um Mil Mi–28N é abatido pelo fogo de um MANPADs. Tanto o piloto quanto o artilheiro sobreviveram. De acordo com o The Times, as forças ucranianas usaram um sistema Starstreak, fabricado no Reino Unido, para derrubar o helicóptero de ataque.[99]
- Força Aérea Russa – 2 de abril de 2022: Um helicóptero russo Mil Mi–8 foi encontrado destruído no Aeroporto Hostomel. A aeronave com o número de matrícula RF–91285 possivelmente foi perdida durante a luta pelo aeroporto.[100]
- Força Aérea Russa – 3 de abril de 2022: Forças ucranianas derrubam um Su-35 perto de Izyum, Kharkiv e capturam seu piloto.[101][102]
- Força Aérea Russa – 4 de abril de 2022: Um helicóptero russo Mil Mi–8 com o número de registro RF–04812 é destruído na Ucrânia, o piloto morreu.[103]
- Força Aérea Russa – 5 de abril de 2022: Um Ka–52 russo paira a uma altitude muito baixa, foi então abatido por um míssil guiado antitanque Stugna–P.[104][105]
- Força Aérea Russa – 5 de abril de 2022: Um russo OrlAn-10 é abatido em Kramatost, Donbas Oblast. O mistério da defesa ucraniano divulgou imagens do naufrágio do drone.[106]
- Força Aérea Russa – 7 de abril de 2022: Um OrlAn-10 russo é forçado a aterrissar em Lugansk por unidades de Guerra Eletrônica da 24ª Brigada Mecânica Separada da Ucrânia. O mistério da defesa ucraniano divulgou imagens do naufrágio do drone.[107]
- Força Aérea Russa – 7 de abril de 2022: Um drone russo Orion é destruído na Ucrânia. O mistério da defesa ucraniano divulgou imagens do naufrágio do drone.[108][109]
- Força Aérea Russa – 8 de abril de 2022: Um russo OrlAn-30, uma modificação do OrlAn-10, é derrubado pelas forças ucranianas. Unidades da 25ª Brigada Mecanizada destruíram o drone perto de Lugansk.[110]
- Força Aérea Russa – 14 de abril de 2022: Um russo OrlAn-10 cai e é capturado pelas forças ucranianas.[111]
- Força Aérea Russa – 15 de abril de 2022: Um Ka–52 russo é abatido pelas forças ucranianas em Kharkiv Oblast à noite, foi relatado que 2 tripulantes morreram.[112][113]
- Força Aérea Russa – 17 de abril de 2022: Um russo OrlAn-10 é abatido por paraquedistas ucranianos usando MANPADs.[114]
- Força Aérea Russa – 21 de abril de 2022: Um russo OrlAn-10 é abatido por tropas ucranianas usando MANPADs.[115]
- Força Aérea Russa – 21 de abril de 2022: Outro Ka–52 russo é abatido por forças ucranianas usando 9K38 Igla um MANPADs em Zaporizhzhia Oblast.[116]
- Força Aérea Russa (2) – 23 de abril de 2022: Um russo OrlAn-10 é derrubado por unidades de Guerra Eletrônica da 59ª Brigada de Infantaria Motorizada, enquanto outro é recuperado pela Guarda Nacional após acidente.[117][118]
- Força Aérea Russa – 25 de abril de 2022: Um Su-34 russo é gravado em vídeo fazendo um giro plano e colidindo com o solo em Kharkiv, na Ucrânia. Ambos os pilotos foram gravados saltando da nave com seus paraquedas.[119][120]
- Força Aérea Russa – 26 de abril de 2022: Um bombardeiro Su-34, número de registro RF–95858 – Red 43, é abatido por forças ucranianas perto de Zaporizhzhia.[121]
- Força Aérea Russa – 26 de abril de 2022: Um naufrágio do Mil Mi–28 é encontrado por forças ucranianas fora da cidade de Hostomel, na região de Kiev. A aeronavel provavelmente foi destruída durante a batalha pelo aeroporto Hostomel.[122]
- Força Aérea Russa – 30 de abril de 2022: Um russo Orlan-10 cai em Donetsk Oblast, região de Donbas.[123]
- Força Aérea Russa – 30 de abril de 2022: Um helicóptero russo Ka–52 foi abatido por um míssil guiado antitanque Stugna–P.[124][125]
- Força Aérea Russa – 2 de maio de 2022: Um russo OrlAn-10 é abatido pelas brigadas Transcarpanthian do Exército Ucraniano.[126]
- Força Aérea Russa (2) – 4 de maio de 2022: Dois russos Orlan-10 foram abatidos sobre a Ucrânia.[127][128]
- Força Aérea Russa – 7 de maio de 2022: Um Mil Mi–8 russo é destruído por Su-27s ucranianos na Ilha das Serpentes.[129]
- Força Aérea Russa – 9 de maio de 2022: Um Mi–28 foi destruído no norte de Kharkiv, o helicóptero de ataque com o número de registro RF–13654 foi a terceira perda visualmente relatada desse tipo.[130]
- Força Aérea Russa (2) – 11 de maio de 2022: Dois russos Orlan-10 foram derrubados na Ucrânia.[131][132]
- Força Aérea Russa – 13 de maio de 2022: Um russo Orlan-10 é derrubado por unidades de guerra eletrônica das 79ª Forças Aerotransportadas em Mykolaiv.[133]
- Força Aérea Russa – 16 de maio de 2022: Um Mi–28H com o número de registro RF–13628 foi destruído em Kharkiv.[134]
- Força Aérea Russa – 22 de maio de 2022: Autoridades ucranianas alegaram que um Su-25 russo foi abatido em Luhansk.[135] A BBC Rússia informou que recebeu informações de que o general russo aposentado Kanamat Botashev foi abatido e morto em Pospasna, Luhansk. Botashev era conhecido por pilotar aeronaves de ataque Su-25.[136]
- Força Aérea Russa – 23 de maio de 2022: Um drone ZALA Aero 421-16EM foi abatido na Ucrânia.[137]
- Força Aérea Russa (2) – 25-28 de maio de 2022: Dois Orlan-10 são abatidos na Ucrânia, um em Kherson e outro em Dnipro.[138][139]
- Força Aérea Russa – 4 de junho de 2022: As forças ucranianas recuperaram os restos de um helicóptero russo Mi-35M destruído, indicativo de chamada Blue-26, do reservatório de Kyiv. Os corpos de dois tripulantes também foram recuperados. O helicóptero foi abatido no primeiro dia da guerra.
- Força Aérea Russa – 4 de junho de 2022: Forças ucranianas da 128ª Brigada de Montanha relatam a derrubada de um Ka-52 russo no norte. De acordo com as autoridades ucranianas, o helicóptero foi derrubado por MANPADs.[140]
- Força Aérea Russa – 5 de junho de 2022: Os restos de um russo Su-25, indicativo de chamada Red-12, número de registro RF-93027 são descobertos na região de Kiev. A aeronave provavelmente foi perdida durante os combates de fevereiro a março.[141]
- Força Aérea Russa – 8 de junho de 2022: Um russo Orlan-10 é derrubado por forças ucranianas.[142]
- Força Aérea Russa – 10 de junho de 2022: Um Su-25 russo é danificado pelo fogo inimigo, a aeronave consegue retornar à sua base para reparos.[143]
- Força Aérea Russa – 12 de junho de 2022: Um Mi-28H foi destruído e seus destroços registrados em vídeo pelas tropas ucranianas, a tripulação da aeronave morreu no local do acidente.[144]
- Força Aérea Russa – 13 de junho de 2022: Um drone russo Orlan-10 modificado foi abatido na Ucrânia, de acordo com fontes ucranianas o drone era um modelo cartográfico com várias câmeras projetadas para vigilância adicional.[145]
- Força Aérea Russa – 15 de junho de 2022: Um drone russo Merlin VR foi abatido na Ucrânia.[146]
- Força Aérea Russa – 16 de junho de 2022: Um Mi-35M russo foi abatido pelo 231º Batalhão de Defesa Territorial de Dnipropetrovsk ucraniano usando MANPADS e gravado em vídeo.[147]
- Força Aérea Russa – 17 de junho de 2022: Um Su-25 russo caiu em Belgorod, na Rússia, de acordo com autoridades russas por um erro do piloto, o piloto sobreviveu.[148]
- Ministério de Situações de Emergência da Rússia – 17 de junho de 2022: Um drone Supercam S450 do Ministério de Situações de Emergência da Rússia caiu na Ucrânia e foi apreendido por autoridades ucranianas.[149]
- Força Aérea Russa – 18 de junho de 2022: Fontes russas e ucranianas relatam que um Su-25 russo tripulado pelo piloto Andrei Vladimirovich Fedorchukov foi abatido por tropas ucranianas usando Igla MANPADs em Svitlodarsk. O Piloto trabalhava para o Grupo Wagner e foi capturado.[150][151]
- Força Aérea Russa – 21 de junho de 2022: A mídia russa relatou o acidente de um Su-25 com o número de registro RF-90958, perto da cidade de Gusev, na região de Rostov, o piloto morreu.[152]
- Força Aérea Russa – 27 de junho de 2022: Soldados ucranianos usaram um Martlet MANPADS de fabricação britânica para atingir e danificar um helicóptero russo Ka-52, forçando-o a pousar.[153]
- Força Aérea Russa – 17 de julho de 2022: Um Su-34 de dois lugares, indicativo de chamada Red 51, número de série RF-95890 foi abatido perto de Alchevsk, Luhansk Oblast.[154] Possivelmente devido a um fogo amigo.[155]
- Força Aérea Russa – 19 de julho de 2022: Forças ucranianas derrubaram uma aeronave russa não identificada perto da cidade de Nova Kakhovka, durante intensos combates na parte sul do país. Um piloto foi visto ejetando antes da aeronave cair.[156]
- Força Aérea Russa –  20 de julho de 2022: Um VANT russo Latochka foi derrubado e capturado pelas forças ucranianas.[157]
- Força Aérea Russa – 23 de julho de 2022: Um ZALA Aero 421-16EM VANT foi abatido perto de Izyum, Kharkiv Oblast.[158]
- Força Aérea Russa – 28 de julho de 2022: Um russo Orlan-10 foi abatido por soldados ucranianos usando um míssil FIM-92 Stinger.[159]
- Força Aérea Russa – 30 de julho de 2022: Os restos de um drone russo Forpost, número de série 932, foram registrados na Bulgária.[160]
- Força Aérea Russa – 31 de julho de 2022: Um UAV Orlan-10 modificado cartográfico russo foi abatido por Buk SAMs ucranianos.[161]
- Força Aérea Russa – 5 de agosto de 2022: Um UAV russo Orlan-10 foi derrubado.[162]
- Força Aérea Russa – 8 de agosto de 2022: Um ZALA Aero 421-16EM VANT foi abatido no sul da Ucrânia.[163]
- Aviação Naval Russa (9) – 9 de agosto de 2022: Uma explosão na Base Aérea Saky em Novofedorivka deixou pelo menos nove aeronaves, incluindo cinco Su-24 e quatro Su-30, destruídas ou danificadas no solo, de acordo com imagens de satélite.[164]
- Força Aérea Russa – 9 de agosto de 2022: Os restos de um Su-25 russo, indicativo de chamada Yellow-28, foram descobertos na região de Kyiv. A nave provavelmente foi perdida em fevereiro ou março.[165]
- Força Aérea Russa (2) – 13 de agosto de 2022: Dois russos Orlan-10 foram abatidos por forças ucranianas usando um sistema Stormer HVM de fabricação britânica.[166]
- Força Aérea Russa – 15 de agosto de 2022: Forças ucranianas danificaram um helicóptero russo Ka-52 voando em Donetsk Oblast.[167]
- Força Aérea Russa – 15 de agosto de 2022: Um drone russo Eleron-28M caiu na Ucrânia e foi apreendido pelas forças ucranianas.[168]
- Força Aérea Russa – 18 de agosto de 2022: Um russo Su-30SM, número de série RF-81771 foi registrado destruído no solo na região de Kharkov na direção de Izyum. O piloto tenente-coronel Sergei Kosik foi capturado.[169]
- Força Aérea Russa – 22 de agosto de 2022: Um Su-25 russo foi abatido por forças ucranianas usando 9K38 Igla MANPADs perto de Bakhmut, região de Donestk.[170]
- Força Aérea Russa – 25 de agosto de 2022: Um Orlan-10 foi derrubado por pára-quedistas ucranianos, supostamente por meio de sistemas de guerra eletrônica.[170]
- Força Aérea Russa – 2 de setembro de 2022: Um UAV Orlan-10 modificado cartográfico russo foi abatido pelas forças ucranianas.[171]
- Força Aérea Russa – 7 de setembro de 2022: Um russo Su-25SM, número de registro RF-95134, codinome Blue 04, foi abatido perto de Volokhiv Yar, Kharkiv. O destino do piloto é desconhecido.[172]
- Força Aérea Russa – 9 de setembro de 2022: Os restos de um Su-34 russo, indicativo Red 20, foram descobertos por forças ucranianas perto de Izium, Kharkiv. O destino dos pilotos é desconhecido.[173]
- Força Aérea Russa – 12 de setembro de 2022: Os restos de um russo Su-30SM, número de série RF-81773 indicativo Red 62, foram descobertos por forças ucranianas perto de Izium, Kharkiv. O destino dos pilotos é desconhecido.[174]

### Incidentes com aeronaves ucrânianas
- Força Aérea Ucraniana – 24 de fevereiro de 2022: Um Su-27 ucraniano pilotado por Dimitry Kolomiets é abatido por aeronaves russas em Khmelnytsky durante o horário de abertura da invasão russa da Ucrânia.[175][176]
- Força Aérea Ucraniana – 24 de fevereiro de 2022: Um MiG-29 ucraniano da 40ª Brigada de Aviação Tática, pilotado pelo tenente–coronel Yerko Vyacheslav Vladimirovich foi abatido durante um combate aéreo contra as forças russas.[177][176]
- Força Aérea Ucraniana – 24 de fevereiro de 2022: Um MiG-29 ucraniano da 40ª Brigada de Aviação Tática pilotada por Roman Pasulko é abatido durante os primeiros dias da invasão russa.[178]
- Força Aérea Ucraniana – 24 de fevereiro de 2022: Um transporte An-26 é abatido ao sul de Kiev, cinco tripulantes de uma tripulação de quatorze foram mortos.[179][180]
- Força Aérea Ucraniana – 24 de fevereiro de 2022: Ataques russos matam 7 pilotos e militares ucranianos e destroem um Su-27 ao longo de um veículo de reabastecimento no aeródromo militar em Ozerne, distrito de Zhytomyr.
- Aeronave Civil Ucraniana – 24 de fevereiro de 2022: Um Antonov An-74T com o número de registro UR–74010 foi confirmado como destruído pelas forças russas durante a batalha de Hostomel, Kiev.[181]
- Aeronave Civil Ucraniana – 24 de fevereiro de 2022: Um Antonov An-124 com o número de registro UR–82009 foi confirmado como destruído pela artilharia russa durante a batalha de Hostomel, Kiev.[182]
- Força Aérea Ucraniana – 25 de fevereiro de 2022: Um Su-27 é abatido sobre Kiev pelo sistema de defesa aérea russo S–400, o acidente danificou um complexo residencial. Seu piloto, o coronel Oleksandr Oksanchenko, foi morto.[183][184]
- Força Aérea Ucraniana (3) – 26 de fevereiro de 2022: Três Su-25 da 299ª Brigada de Aviação Tática foram perdidos. Os indicativos de chamada dos Su-25 "Blue 19" e "Blue 30" foram abatidos na região de Kherson.[185] Os pilotos foram dados como mortos. Fotos dos destroços das duas aeronaves ucranianas foram publicadas.[186][187][188] Uma terceira aeronave do 299º foi perdida, mas o piloto Andrey Maksinov foi capturado pelas forças russas.[189] A mídia ucraniana reconheceu que o piloto era ucraniano.[190]
- Força Aérea Ucraniana (6) – 27 de fevereiro de 2022: ataque de mísseis russos ao aeródromo ucraniano de Ivano–Frankivsk deixou seis caças MiG-29 destruídos.[191][192]
- Força Aérea Ucraniana (2) – 27 de fevereiro de 2022: Duas aeronaves ucranianas foram destruídas por ataques russos no aeroporto de Lutsk. Imagens de satélite comerciais mostraram os destroços de ambas as fuselagens.[193]
- Força Aérea Ucraniana – 27 de fevereiro de 2022: Um Su-24, da 7ª Aviação Tática. Brigada é perdida perto de Bucha, Kiev Oblast. Os pilotos; O comandante Ruslan Aleksandrovich Belous e o comandante Roman Aleksandrovich Dovhalyuk morreram e foram premiados com a Ordem de Bohdan Khmelnytsky.[194][195]
- Força Aérea Ucraniana – 27 de fevereiro de 2022: Um Su-25, indicativo de chamada Azul 39, pilotado por Gennady Matulyak é abatido perto de Hlibivka Vyshgorod, região de Kiev.[196][197]
- Aeronave civil ucraniana – 27 de fevereiro de 2022: A maior aeronave do mundo Antonov An-225 Mriya é destruída no solo no aeroporto Hostomel por fogo russo, anunciou o ministro das Relações Exteriores.[198][199]
- Força Aérea Ucraniana – 28 de fevereiro de 2022: Um Su-27 é abatido sobre Kropyvnytskyi, no centro da Ucrânia. Seu piloto, major Stepan Choban, foi morto.[200] Ele foi premiado com o título de Herói da Ucrânia em 3 de março.[201]
- Força Aérea Ucraniana – 28 de fevereiro de 2022: Um Mil Mi–8 é abatido pelas forças russas sobre a vila de Makariv, região de Butcha. A tripulação de três pessoas morram no acidente.[202][203]
- Força Aérea Ucraniana – 2 de março de 2022: Um Su-25 da 299ª Brigada de Aviação Tática pilotada por Oleksandr Korpan desaparece sobre Starokostiantyniv, Khmelnytskyi Oblast. Korpan morreu como resultado da queda do mesmo.[204][205][206]
- Força Aérea Ucraniana – 2 de março de 2022: Um MiG-29 pilotado por Alexander Brynzhal foi abatido por aeronaves russas enquanto defendia o espaço aéreo ucraniano sobre Kiev.[207][208] Em 2 de abril, Brinzhal foi premiado com a ordem de Herói da Ucrânia, postumamente.[209]
- Força Aérea Ucraniana – 6 de março de 2022: Uma aeronave ucraniana não identificada foi destruída na Base Aérea de Vinnytsia após um ataque com mísseis russos.[210]
- Aviação do Exército Ucraniano – 8 de março de 2022: Um Mil Mi–24 do 16ª Brigada de Aviação do Exército Ucraniano é perdido sobre Brovarsky, Kiev.Os pilotos Coronel Oleksandr Maryniak e Capitão Ivan Bezzub foram mortos.[211][212]
- Aviação do Exército Ucraniano – 8 de março de 2022: Um Mil Mi–8 do 11ª Brigada de Aviação do Exército pilotado pelo coronel Oleg Hegechkor foi perdido perto de Kiev. Hegechkor foi premiado com a ordem Herói da Ucrânia.[213]
- Força Aérea Ucraniana – 8 de março de 2022: Um drone de reconhecimento Tu–141 caiu na Ucrânia.[214] A Ucrânia é o único operador conhecido do drone.[215][216]
- Força Aérea Ucraniana – 10 de março de 2022: Um Su-25, indicativo de chamada "Blue 31", foi abatido perto de Nova Kakhovka, Kherson.[217][218][215]
- Força Aérea Ucraniana – 11 de março de 2022: Um drone de reconhecimento Tu–141 caiu em frente a um campus estudantil em Zagreb, Croácia.[219] O presidente croata, Zoran Milanović, disse que ficou claro que o drone veio da direção da Ucrânia, entrando na Croácia depois de sobrevoar a Hungria.[220] A investigação conduzida pelo Ministério da Defesa da Croácia concluiu que o drone caído pertencia às Forças Armadas da Ucrânia e carregava uma bomba destinada a atingir as posições da Rússia, mas se desviou do curso e caiu depois que ficou sem combustível.[221]
- Força Aérea Ucraniana – 11 de março de 2022: Um drone de reconhecimento Leleka–100 é perdido sobre a Ucrânia.[222]
- Força Aérea Ucraniana – 13 de março de 2022: Fontes militares ucranianas relataram que um MiG-29 pilotado pelo capitão Stepan Tarabalka foi perdido ao defender o espaço aéreo.[223][224]
- Força Aérea Ucraniana – 13 de março de 2022: Um drone de reconhecimento Tu–141 é abatido por forças russas na Crimeia.[225]
- Força Aérea Ucraniana – 14 de março de 2022: Autoridades ucranianas relatam a perda de um MiG-29 pilotado pelo comandante Yevhen Lysenko, seu caça foi destruído pelas defesas aéreas russas enquanto lutava contra aeronaves russas perto de Zhytomyr.[226][227]
- Força Aérea Ucraniana – 14 de março de 2022: Um Su-25 é abatido pelas forças russas em Volnovakha, região de Donbas. O piloto, Roman Vasyliuk, capturado pelas forças russas foi posteriormente libertado em 24 de abril, por uma troca de prisioneiros russo–ucraniana.[228][229]
- Força Aérea Ucraniana – 17 de março de 2022: Um Bayraktar TB2 é abatido sobre Kiev, o MOD russo publicou imagens dos destroços do drone.[230][231]
- Força Aérea Ucraniana (?) – 18 de março de 2022: As forças russas lançaram um ataque com mísseis à Fábrica de Aeronaves do Estado de Lviv projetada para reparos do MiG-29, a fábrica também abrigou aeronaves estrangeiras, deixando um número desconhecido de aeronaves destruídas e danificadas.[232]
- Força Aérea Ucraniana – 22 de março de 2022: Um Su-25, fortemente danificado por danos de combate, é gravado em vídeo.[233]
- Força Aérea Ucraniana – 23 de março de 2022: Um MiG-29 pilotado pelo comandante Dmitry Chumachenko foi perdido em combate ar–ar por aeronaves russas na região de Zhytomir.[234][235]
- Força Aérea Ucraniana (2) – 25 de março de 2022: Forças russas capturam o Aeroporto Internacional de Kherson, apreendendo vários helicópteros, a maioria não operacionais, alguns deles do contingente ucraniano das forças de paz da ONU. um Mil Mi–2 foi capturado.[236]
- Força Aérea Ucraniana (2) – 28 de março de 2022: Autoridades russas alegaram que dois helicópteros ucranianos Mil Mi–8 foram abatidos perto de Mariupol enquanto tentavam evacuar oficiais do Batalhão Azov,[237] um Mi–8 foi abatido perto de Mauripol e imagens de vídeo dos destroços de um helicóptero foram gravadas.[238][239][240] Dos dezessete ocupantes, tripulantes e passageiros, apenas dois sobreviveram e foram capturadas pelas forças russas.[241]
- Força Aérea Ucraniana – 29 de março de 2022: Um segundo Bayraktar TB2 é abatido, provavelmente no leste da Ucrânia.[242][243]
- Força Aérea Ucraniana – 30 de março de 2022: Um drone UJ–22 Airborne é derrubado pelas defesas aéreas russas Pantsir S1.[244][245]
- Força Aérea Ucraniana – 2 de abril de 2022: Um Bayraktar TB2 é perdido em Kherson.[246][247]
- Força Aérea Ucraniana – 3 de abril de 2022: Um bombardeiro Su-24 ucraniano é destruído na Ucrânia. Imagens do local do acidente mostraram os destroços de um motor AL–21 empregado pelo Su-24.[248]
- Força Aérea Ucraniana – 4 de abril de 2022: Dois IL–76 da 25ª Brigada de Transporte da Ucrânia foram destruídos no solo pelas forças russas no Aeroporto de Melitopol. Um dos aviões de carga destruídos estava em estado operacional e o outro em reparos.[249]
- Força Aérea Ucraniana – 12 de abril de 2022: Um drone Tu–143 foi perdido sobre Kharkiv, o drone foi abatido pelas forças russas.[250]
- Força Aérea Ucraniana – 12 de abril de 2022: Um drone de reconhecimento Leleka–100 é abatido pelas forças russas.[251]
- Força Aérea Ucraniana – 14 de abril de 2022: Um MiG-29 foi encontrado destruído em Nova Basan, Chernihiv Oblast por uma equipe da France 24, a ordenação que a nave estava carregando quando foi derrubada foi destruída por oficiais ucranianos.[252]
- Força Aérea Ucraniana – 14 de abril de 2022: Um bombardeiro Su-24 é abatido por forças russas perto de Izyum. As forças russas alegaram ter derrubado duas aeronaves ucranianas.[253][254]
- Força Aérea Ucraniana – 15 de abril de 2022: Um Su-25 é derrubado pelas forças russas em Izyum[255] a queda do caça foi registrada por câmera militar em modo termográfico.[256] O piloto capitão Yegor Seredyuk foi morto perto de Izyum em 15 de abril.[257][258] Seredyuk foi premiado com a ordem Herói da Ucrânia.[259]
- Força Aérea Ucraniana – 15 de abril de 2022: Os restos de um Mi–8MSB são descobertos no norte da Ucrânia, a aeronave de asa rotativa transportava munições de tanque APFSDS–T.[260]
- Aviação Civil Ucraniana – 22 de abril de 2022: Um An-26 é perdido na região de Vilkiyansky em Zaporitzhya oblast, da tripulação de três, um membro da tripulação morreu e os outros dois ficaram feridos. Autoridades ucranianas disseram que forte neblina foi a causa do acidente.[261][262][263]
- Força Aérea Ucraniana – 25 de abril de 2022: Um Bayraktar TB2 ucraniano, número de registro S49T, é abatido em Kursk Oblast, na Rússia, após supostamente atacar uma base russa. O drone foi destruído no caminho de volta para sua base.[264][265]
- Força Aérea Ucraniana (2) – 27 de abril de 2022: Dois drones Bayraktar TB2 são abatidos na Rússia, um em Belgorod[266] e outro em Kursk.[267] Até 28 de abril de 2022, as forças russas destruíram com sucesso seis drones Bayraktar TB–2 comprovados por imagens.[268]:
- Força Aérea Ucraniana – 28 de abril de 2022: Um drone de reconhecimento Tu–141 é abatido durante um ataque a Kherson, controlada pela Rússia.[269]
- Força Aérea Ucraniana – 30 de abril de 2022: Um drone Tu–143 foi abatido sobre Bryansk, na Rússia, o drone foi abatido pelas forças russas.[270]
- Força Aérea Ucraniana – 1 de maio de 2022: Um Bayraktar TB2 ucraniano, número de registro S51T, é abatido na região de Kursk, na Rússia. Perdas Bayraktar totalizaram sete unidades confirmadas visualmente.[271]
- Aviação Naval Ucraniana – 7 de maio de 2022: Um helicóptero Mil Mi–14 da 10ª Brigada de Aviação Naval pilotado pelo Coronel Igor Bedzay foi abatido por um míssil russo na Ilha das Serpentes.[272][273]
- Força Aérea Ucraniana – 13 de maio de 2022: Um drone de reconhecimento ucraniano A1–SM Fury foi abatido em Kharkiv Oblast.[274]
- Força Aérea Ucraniana – 14 de maio de 2022: Um Su-25 da 299ª Brigada de Aviação Tática pilotada pelo capitão Serhiy Parkhomenko foi abatido em Huliaipole, Zaporizhzhia Oblast. O piloto foi enterrado em Vinnytsia.[275][276]
- Força Aérea da Ucraniana – 19 de maio de 2022: Um Su-24, da 7ª Brigada de Aviação Tática, é perdido perto de Pylove. Os pilotos; O tenente–coronel Igor Khamar e o major navegador Ilya Negar morreram.[277]
- Aviação Naval Ucraniana – 23 de maio de 2022: Os restos de um Bayraktar TB2 ucraniano, cauda número 75, foi recuperado das águas territoriais romenas pelas Forças Navais romenas. Os destroços foram descobertos pela primeira vez em 11 de maio de 2022, a cerca de duas milhas náuticas de Sulina. O drone provavelmente foi abatido durante os ataques à Ilha da Cobra realizados pela Ucrânia na primeira semana de maio de 2022.[278]
- Força Aérea da Ucraniana – 30 de maio de 2022: Um drone de reconhecimento ucraniano A1-SM Furia foi abatido.[279]
- Força Aérea da Ucraniana – 2 de junho de 2022: Os restos de um Su-25 são encontrados e registrados na região de Kherson. O naufrágio pertencia a um Su-25 ucraniano com o indicativo Blue-49.[280]
- Força Aérea da Ucraniana – 5 de junho de 2022: Um Su-27 ucraniano, indicativo de chamada Blue-38, é abatido enquanto voava a baixa altitude perto de Orikhiv, Zaporizhzhia Oblast. A aeronave teria sido destruída por um míssil ar-ar inimigo ou devido a um fogo amigo.[281][282] Fontes ucranianas estavam inicialmente interpretando a aeronave como um Su-25 da Força Aérea Russa.[283]
- Força Aérea da Ucraniana – 7 de junho de 2022: Um drone UA Dynamics Punisher operado pelas forças armadas ucranianas é abatido na Ucrânia.[284]
- Força Aérea da Ucraniana – 10 de junho de 2022: Um drone A1-SM Furia é abatido por um sistema russo de defesa aérea Strela-10. A interceptação é registrada em vídeo.[285]
- Força Aérea da Ucraniana – 13 de junho de 2022: Um drone Spectator M1 ucraniano foi derrubado por unidades russas de guerra eletrônica, o drone é posteriormente recuperado pelas forças russas.[286]
- Força Aérea da Ucraniana (2) – 16 de junho de 2022: Dois MiG-29 ucranianos foram destruídos no solo na base aérea de Voznesenk em Mykolaiv após um ataque russo.[287][288]
- Força Aérea da Ucraniana – 16 de junho de 2022: Um Mil Mi-8 ucraniano pilotado por Serhiy Mekhed é perdido por um ataque russo perto de Kramatosk.[289]
- Força Aérea da Ucraniana – 16 de junho de 2022: Dois drones ucranianos lançaram um ataque a uma refinaria de petróleo russa em Novoshakhtisnk. Um dos drones é destruído ao atingir um tanque de óleo.[290] As imagens do ataque mostraram um drone parecido com um drone comercial Mugin-5 ou SkyEye 5000.[291]
- Força Aérea da Ucraniana – 23 de junho de 2022: Um drone de reconhecimento ucraniano A1-SM Furia foi abatido pelas forças russas em Severodonetsk.[292]
- Força Aérea da Ucraniana – 29 de junho de 2022: Um drone de reconhecimento ucraniano Tu-141 foi abatido a leste do Kursk em Kursk Oblast.[293][294]
- Aviação do Exército Ucraniano – 13 de julho de 2022: Um helicóptero Mil Mi-8 da 16ª Brigada de Aviação do Exército (Brody) foi perdido durante uma missão de combate em Presivchivka, Donbas. Os três membros da tripulação, comandante Yevhen Kopotun, piloto Nazariy Kryl e técnico Bohdan Lozovy, morreram.[295]
- Força Aérea da Ucraniana – 21 de julho de 2022: Um Bayraktar TB2 foi abatido em Kharkiv Oblast, na Ucrânia, ao tentar entrar em território russo; imagens dos destroços do drone foram exibidas.[296]
- Aviação Naval Ucraniana – 25 de julho de 2022: Os restos de um Bayraktar TB2 ucraniano, número de cauda T29, foram encontrados em Kherson.[297]
- Força Aérea da Ucraniana – 25 de julho de 2022: Um drone ucraniano Bayraktar TB2 com o número de cauda U139 foi derrubado em Belgorod Oblast. As perdas do Bayraktar TB2 atingiram 12 unidades, confirmadas visualmente.[298]
- Força Aérea da Ucraniana –  26 de julho de 2022: O chefe de inteligência ucraniano da 299ª Brigada de Aviação Tática, Aleksander Kukurba, morreu durante uma missão de combate em um Su-25.[299]
- Força Aérea da Ucraniana – 30 de julho de 2022: Um drone de reconhecimento ucraniano A1-SM Furia foi abatido pelas forças russas.[300]
- Força Aérea da Ucraniana – 1 de agosto de 2022: Um drone Spectator M1 ucraniano foi derrubado pelas forças russas no leste do país.[301]
- Força Aérea da Ucraniana – 7 de agosto de 2022: Um Il-76, com número de série UR-76699, foi registrado sob controle russo no Aeroporto de Melitopol.[302]
- Força Aérea da Ucraniana – 9 de agosto de 2022: Um drone ucraniano Bayraktar TB2 com sinal de chamada 409 foi abatido na Ucrânia.[303]
- Força Aérea da Ucraniana – 14 de agosto de 2022: Um MiG-29 ucraniano da 204ª Brigada de Aviação pilotado pelo tenente-coronel Anton Listopad foi perdido enquanto lutava contra as forças russas.[304]
- Força Aérea da Ucraniana – 15 de agosto de 2022: Um MiG-29 ucraniano da 114ª Brigada de Aviação pilotado pelo coronel Yuri Pohorily foi perdido durante a guerra enquanto lutava contra as forças russas.[305]
- Força Aérea da Ucraniana – 19 de agosto de 2022: drones ucranianos lançaram um ataque à sede da Frota do Mar Negro da Marinha Russa em Sebastopol. Um drone comercial SkyEye 5000 foi abatido.[306]
- Força Aérea da Ucraniana – 21 de agosto de 2022: Um Mi-8 foi abatido pelas forças russas em Kharkiv, Ucrânia. O helicóptero estava carregando foguetes não guiados S-8. Pilotos sobreviveram quando o helicóptero foi derrubado em baixa altitude.[307]
- Força Aérea da Ucraniana – 21 de agosto de 2022: Uma aeronave ucraniana desconhecida pilotada pelo tenente-coronel Pavlo Babich foi perdida durante uma missão. O piloto morreu.[308]
- Força Aérea da Ucraniana – 22 de agosto de 2022: Um Bayraktar Mini UAV foi abatido pelas forças russas na Ucrânia.[309]
- Força Aérea da Ucraniana –  2 de setembro de 2022: Os restos de um drone ucraniano Bayraktar TB2 foram descobertos em Kherson.[310]
- Força Aérea da Ucraniana – 7 de setembro de 2022: Autoridades ucranianas relataram a morte do piloto Badim Blagovismy da 299ª Brigada de Aviação Tática durante uma missão de combate em um Su-25.[311]
- Força Aérea da Ucraniana – 11 de setembro de 2022: Um drone de reconhecimento ucraniano, supostamente A1-SM Furia, foi registrado sendo abatido pela defesa aérea russa na região de Donetsk.[312]

### Outras nacionalidades
- (3) Força aérea do Azerbaijão – 28 de fevereiro de 2022: Três MiG-29 sendo reajustados na Fábrica de Aeronaves do Estado de Lviv foram destruídos ou danificados no solo por ataques russos.[313]
- (2) Força aérea da Romênia – 2 de março de 2022: Um MiG-21 LanceR foi perdido durante uma patrulha aérea dentro do espaço aéreo romeno perto de Cogealac, a 60 milhas da fronteira ucraniana. Isso "ocorreu em meio ao aumento das missões da polícia aérea na Romênia após a invasão russa da Ucrânia". Um IAR 330 em uma missão de busca e resgate do MiG-21 desaparecido caiu com sete mortes. Os oito militares que morreram nos dois acidentes foram promovidos e condecorados postumamente pelo presidente da Romênia.[314][nota 2]
- Força Aérea da Bielorrússia – 11 de julho de 2022: as forças ucranianas abateram uma munição vadia do Chekan bielorrusso.[315]
- Aeronave Civil do Azerbaijão – 25 de dezembro de 2024: "Trágico incidente" envolvendo a aeronave do Voo Azerbaijan Airlines 8243, resulta em ataque de anti-aérea russa no seu espaço aéreo.[316][317]

### Perdas totais
| Aeronaves perdidas            | Aeronaves perdidas                | Aeronaves perdidas | Aeronaves perdidas | Aeronaves perdidas |
| Aeronaves                     | Aeronaves                         | Ucrânia            | Rússia             | Outros             |
| Modelo                        | Tipo                              | Ucrânia            | Rússia             | Outros             |
| ----------------------------- | --------------------------------- | ------------------ | ------------------ | ------------------ |
| MiG-29                        | Avião caça                        | 16                 | –                  | 3 ()               |
| MiG-21                        | Avião caça                        | –                  | –                  | 1 ()               |
| Su-24                         | Avião de caça-bombardeiro         | 5                  | –                  |                    |
| Su-25                         | Avião de apoio aéreo aproximado   | 11 (1 danificado)  | 14 (2 danificado)  |                    |
| Su-27                         | Avião caça                        | 5                  | –                  |                    |
| Su-30                         | Avião caça                        | –                  | 4                  |                    |
| Su-35                         | Avião caça                        | –                  | 1                  |                    |
| Su-34                         | Avião de caça-bombardeiro         | –                  | 8                  |                    |
| Il–76                         | Avião de transporte aéreo tático  | 1                  | –                  |                    |
| An-22                         | Avião caça                        | – (1 danificado)   | –                  |                    |
| An-26                         | Avião de transporte militar       | 3                  | 1                  |                    |
| An-124                        | Avião de transporte militar       | 1 (1 danificado)   | –                  |                    |
| An-225                        | Maior avião do mundo              | 1                  | –                  |                    |
| An-74                         | Avião de transporte militar       | 1                  | –                  |                    |
| IAR 330                       | Helicóptero de ataque             | –                  | –                  | 1 ()               |
| Mil Mi–2                      | Helicóptero de ataque             | 1                  | –                  |                    |
| Mi–8/17                       | Helicóptero de transporte militar | 10                 | 7                  |                    |
| Mi–14                         | Helicóptero de ataque anfíbio     | 1                  | –                  |                    |
| Mil Mi–28                     | Helicóptero de ataque             | –                  | 5                  |                    |
| Mi–24/35                      | Helicóptero de ataque             | 1                  | 8                  |                    |
| Ka–50/52                      | Helicóptero de ataque             | –                  | 13                 |                    |
| Baykar Bayraktar TB2          | VANT                              | 8                  | –                  |                    |
| Tu–141                        | VANT bombardeiro                  | 5                  | –                  |                    |
| Tu–143                        | VANT de reconhecimento            | 2                  | –                  |                    |
| A1–SM                         | VANT de reconhecimento            | 6                  | –                  |                    |
| Spectator M1                  | VANT de reconhecimento            | 1                  | –                  |                    |
| Supercam S450                 | VANT de reconhecimento            | –                  | 1                  |                    |
| Merlin-VR                     | VANT de reconhecimento            | –                  | 1                  |                    |
| ZALA 421–16                   | VANT de reconhecimento            | –                  | 3                  |                    |
| Orlan-10                      | VANT de reconhecimento            | –                  | 22                 |                    |
| Forpost                       | VANT de reconhecimento            | –                  | 1                  |                    |
| UA Dynamics Punisher          | VANT de reconhecimento            | 1                  | –                  |                    |
| Kronshtadt Orion              | VANT de reconhecimento            | –                  | 1                  |                    |
| UJ–22 Airborne                | VANT de reconhecimento            | 1                  | –                  |                    |
| Leleka–100                    | VANT de reconhecimento            | 2                  | –                  |                    |
| Não identificadas de asa fixa | ?                                 | 4                  | 2                  |                    |
| Total:                        | Total:                            | 87                 | 93                 | 5                  |